# Giornata dei calzini spaiati

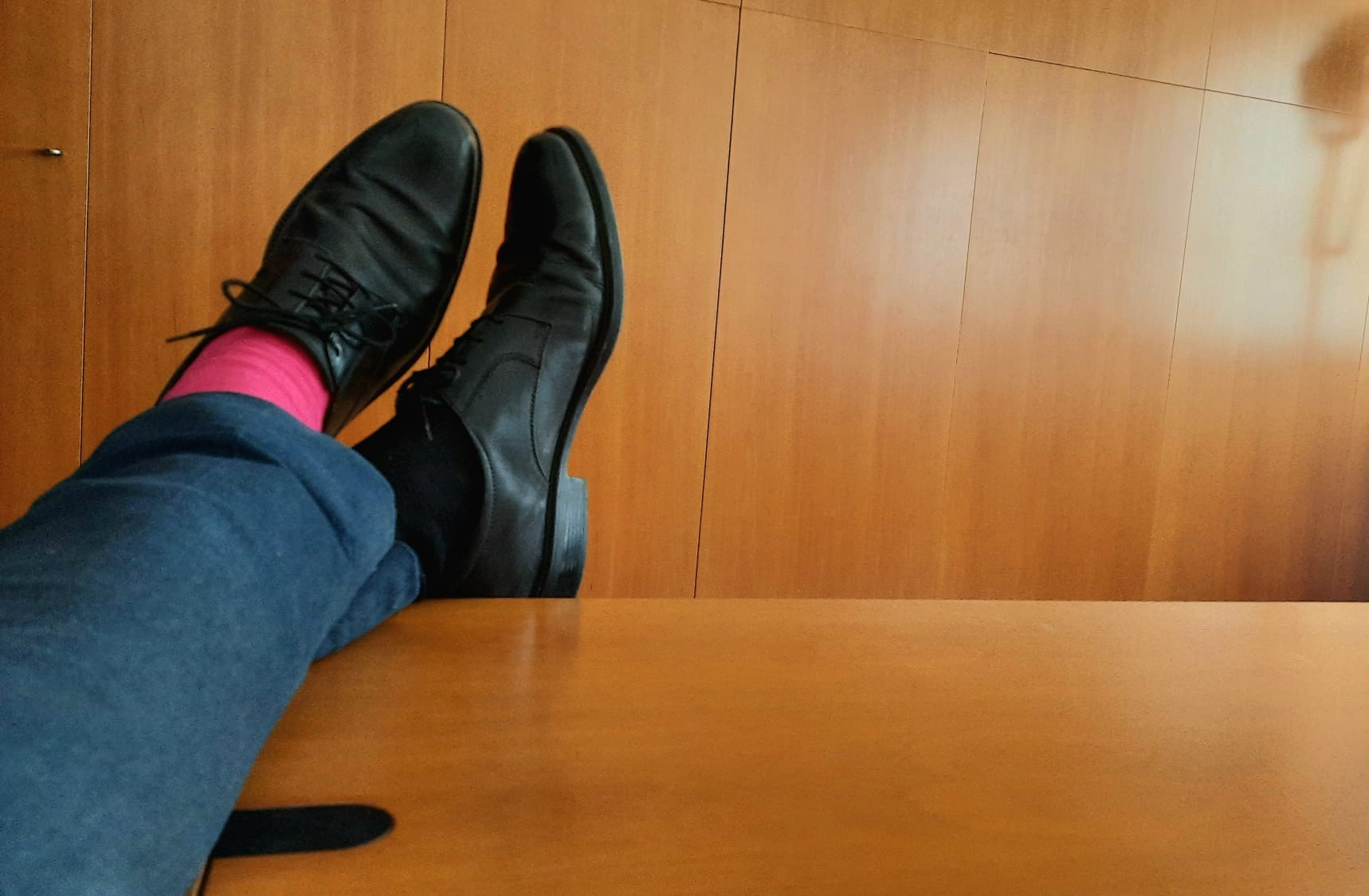
Calzini spaiati indossati in ambito lavorativo.

La Giornata dei calzini spaiati, anche conosciuta come Giornata nazionale dei calzini spaiati, è una ricorrenza che si celebra in diversi paesi del mondo per sensibilizzare sull'importanza dell'accettazione delle differenze e la promozione della diversità. Questa giornata si caratterizza per l'usanza di indossare calzini non uguali tra loro, ovvero "spaiati", come segno di solidarietà e supporto alle persone che affrontano sfide legate alle differenze.

## Origini
La giornata dei calzini spaiati viene celebrata in diverse parti del mondo, anche se con significati leggermente diversi. Nel mondo anglosassone l'evento fu inizialmente lanciato in Australia nel 2013 come parte della Mental health week (settimana della salute mentale), per sensibilizzare l'opinione pubblica sui temi legati alla salute mentale e al bullismo. La prima edizione della Giornata dei calzini spaiati nel Regno Unito risale al 2013 e a partire dal 2017 è organizzata dalla Anti-Bullying Alliance, mentre la prima edizione italiana risale al 2014.
In Italia l'idea della giornata è attribuita a un'insegnante della scuola primaria di Terzo di Aquileia, Sabrina Flapp, con l'obiettivo principale di promuovere il rispetto delle differenze individuali e combattere l'omogeneità sociale.

## Obiettivi
La Giornata dei calzini spaiati ha diversi obiettivi:
1. Promuovere l'accettazione delle differenze:[7] incoraggiare le persone a rispettare e abbracciare le differenze di genere, abilità, razza, religione e orientamento sessuale.
2. Combattere il bullismo:[8][9][7] sensibilizzare sulla necessità di combattere il bullismo e l'isolamento sociale attraverso l'empatia e il supporto reciproco.
3. Raccolta fondi per scopi benefici: in molte occasioni, l'evento viene associato a raccolte fondi per sostenere organizzazioni benefiche che lavorano per promuovere l'inclusione e l'uguaglianza.

## Date e partecipazione
La Giornata è celebrata in numerose nazioni, coinvolgendo scuole, aziende, organizzazioni no-profit e individui che partecipano indossando calzini spaiati per dimostrare il loro impegno verso l'accettazione delle differenze.
Le persone sono incoraggiate a indossare calzini di colori diversi o spaiati il giorno dell'evento, che solitamente cade il venerdì prima della Giornata mondiale della salute mentale, ma in Italia viene anche celebrato il primo venerdì di febbraio. Nel Regno Unito, a partire dal 2017, la Giornata dei calzini spaiati è inserita all'interno della Settimana contro il bullismo, organizzata dall'Anti-Bullying Alliance. Nel 2020 l'80% delle scuole del Regno Unito, per un totale di 7 milioni e mezzo di studenti, hanno aderito alla Settimana antibullismo.
Molte scuole e luoghi di lavoro organizzano attività connesse, come concorsi di calzini originali o eventi di sensibilizzazione per coinvolgere la comunità.